# قضاء عي
قضاء عي قضاء يقع في لواء عي، محافظة الكرك في الأردن. ينتمي القضاء للواء عي الذي يضم قضاء واحد. يقدر عدد سكانه بـ 8152 نسمة حسب إحصاء 2015.

## الوصلات الخارجية
- دائرة الاحصاءات العامة